# Taille de diamant
 (mars 2025).
Le contenu est difficilement compréhensible vu les erreurs de traduction, qui sont peut-être dues à l'utilisation d'un logiciel de traduction automatique.
 (mars 2025).
Si vous disposez d'ouvrages ou d'articles de référence ou si vous connaissez des sites web de qualité traitant du thème abordé ici, merci de compléter l'article en donnant les références utiles à sa vérifiabilité et en les liant à la section « Notes et références ».
La taille du diamant est la pratique qui consiste à façonner un diamant brut en une gemme à facettes. Cette pratique nécessite des connaissances spécialisées, des outils, des équipements et des techniques spécifiques en raison de son extrême difficulté.
La première guilde de tailleurs et polisseurs de diamants (les diamantaires) est formée en 1375 à Nuremberg, en Allemagne, ce qui conduit au développement de différents types de « taille ». Le terme a deux sens par rapport aux diamants : le premier est la forme d’ensemble de la pierre — carrée, ovale, etc. ; le second concerne la qualité spécifique de la taille à l'intérieur de cette forme. La qualité et le prix varient considérablement en fonction de la qualité de la taille. Le diamant étant l'un des matériaux les plus durs, des surfaces spéciales revêtues de diamant sont utilisées le pour le meuler. La première grande avancée dans la taille des diamants est apparue durant la seconde moitié du XIVe siècle avec la « taille en pointe » : celle-ci suit la forme naturelle d'un cristal de diamant octaédrique brut, éliminant ainsi une partie des déchets dans le processus de taille.
La taille des diamants, ainsi que l'ensemble du processus de transformation, sont concentrés dans quelques villes à travers le monde. Les principaux centres de négoce de diamants sont Anvers, Tel Aviv et Dubaï, d'où les diamants bruts sont envoyés vers les principaux centres de transformation en Inde et en Chine. Les diamants sont taillés et polis à Surate, en Inde, et dans les villes chinoises de Guangzhou et Shenzhen. L'Inde détient ces dernières années environ 90 % du marché mondial des diamants polis, le reste étant détenu par la Chine. Les autres centres importants pour les diamants sont New York et Amsterdam.

## Processus de taille du diamant
Le processus de base de la taille du diamant comprend les étapes suivantes : la planification, le clivage ou le sciage, le dégrossissage (bruting), le polissage et 'l'inspection finale. Un processus simplifié de taille ronde brillant comprend les étapes suivantes :
- Planification – La planification moderne d'un diamant se fait à l'aide de logiciels informatiques.
- Marquage – Détermination de la meilleure forme et taille possible du diamant.
- Sciage de la pierre brute – selon la forme du diamant brut, car tous les diamants ne sont pas sciés ;
- Table
- Dégrossissage (bruting) de la ceinture (girdle).
- Blocage de 8 facettes principales de pavillon – ces facettes sont divisées en 4 coins et 4 pavillons, car les coins et les pavillons sont orientés dans des directions différentes en raison de la structure atomique du diamant.
- Couronne – la couronne est composée de 8 facettes principales et est divisée en 4 coins et 4 bezels ;
- Dégrossissage final – pour s'assurer que la ceinture du diamant est parfaitement ronde et lisse.
- Polissage de l'ensemble des 16 facettes principales.
- Brillantage – Ajout et polissage de 8 étoiles et de 16 demi-facettes de pavillon et de couronne.
- Contrôle qualité – vérification de la symétrie, du poli et de la taille (angles) après que le diamant est terminé.

Ceci n'est qu'une façon, assez courante, de créer une taille ronde brillant. Le processus réel comprend également de nombreuses étapes supplémentaires en fonction de la taille et de la qualité de la pierre brute. Par exemple, les pierres plus grandes sont d'abord scannées pour obtenir la forme tridimensionnelle, qui est ensuite utilisée pour trouver l'utilisation optimale. Le scan peut être répété après chaque étape, et le dégrossissage peut être effectué en plusieurs étapes, chacune rapprochant la ceinture de la forme finale.
Ceci n'est possible que parce que la dureté du diamant varie considérablement selon la direction dans laquelle on essaie de le couper ou de le meuler.

### La planification
Les fabricants de diamants analysent le diamant brut d'un point de vue économique, avec deux objectifs guidant les décisions prises sur la façon dont un diamant à facettes sera taillé. Le premier objectif est celui du meilleur retour sur investissement pour le morceau de diamant brut. Le second est de savoir à quelle vitesse le diamant fini peut être vendu. Des dispositifs de scan sont utilisés pour obtenir un modèle informatique tridimensionnel de la pierre brute. Les inclusions sont photographiées et placées sur le modèle 3D, qui est ensuite utilisé pour trouver une façon optimale de tailler la pierre.

#### Maximiser la valeur

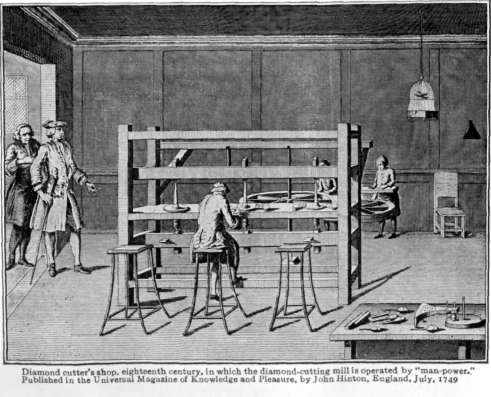
Moulin à diamant actionné à la main au XVIIIe siècle.

Le processus de maximisation de la valeur des diamants finis, d'un diamant brut à une pierre précieuse polie, est à la fois un art et une science. Le choix de la taille est influencé par de nombreux facteurs. Les facteurs de marché incluent l'augmentation exponentielle de la valeur des diamants à mesure que le poids augmente, appelée rétention de poids, et la popularité de certaines formes parmi les consommateurs. Les facteurs physiques comprennent la forme originale de la pierre brute et l'emplacement des inclusions et des défauts à éliminer.

##### Rétention de poids
L'analyse de rétention de poids étudie le diamant brut pour trouver la meilleure combinaison de pierres finies en fonction de la valeur par carat. Par exemple, un octaèdre de 2,20 carats (440 mg) peut produire deux diamants d'un demi-carat (100 mg) dont la valeur combinée peut être supérieure à celle de deux diamants de 0,80 carat (160 mg) et 0,30 carat (60 mg) qui pourraient être taillés dans le même diamant brut.
La taille ronde brillant et les tailles carrées brillant sont préférées lorsque le cristal est un octaèdre, car souvent deux pierres peuvent être taillées à partir d'un tel cristal. Les cristaux de forme étrange, tels que les macles, sont plus susceptibles d'être taillés en une taille fantaisie — c'est-à-dire une taille autre que la ronde brillant — à laquelle la forme de cristal particulière se prête.
Même avec les techniques modernes, la taille et le polissage d'un cristal de diamant entraînent toujours une perte de poids spectaculaire, d'environ 50 %. Parfois, les tailleurs font des compromis et acceptent des proportions et une symétrie moindres afin d'éviter les inclusions ou de préserver le poids. Puisque le prix au carat d'un diamant change autour des paliers clés (comme 1,00 carat), de nombreux diamants d'un carat (200 mg) sont le résultat d'un compromis entre qualité de taille et poids en carats.

##### Rétention de couleur

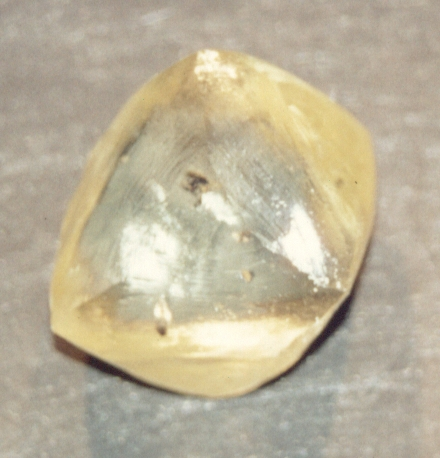
Le diamant Oppenheimer de 253 carats — un diamant non taillé ne montre pas ses propriétés optiques prisées.

Dans les diamants colorés, la taille peut influencer la nuance de couleur du diamant, augmentant ainsi sa valeur. Certaines formes de taille sont utilisées pour intensifier la couleur du diamant. La taille radiant en est un exemple.
Les diamants de couleur verte naturelle ont le plus souvent une coloration superficielle causée par une irradiation naturelle, qui ne traverse pas la pierre. Pour cette raison, les diamants verts sont taillés avec des portions significatives de la surface du diamant brut d'origine (les « naturels ») laissées sur la gemme finie. Ce sont ces « naturels » qui donnent sa couleur au diamant.

#### Minimisation du délai de vente
L'autre considération de la planification du diamant est de savoir à quelle vitesse un diamant sera vendu. Cette considération est souvent unique au type de fabricant. Alors qu'un certain plan de taille peut donner une meilleure valeur, un plan différent peut donner des diamants qui se vendront plus vite, offrant un retour sur investissement plus rapide.

### Clivage ou sciage
Le clivage est la séparation d'un morceau de diamant brut en pièces distinctes, destinées à être finies en gemmes séparées. Lors de la phase de planification, les fabricants de diamants identifient les plans de clivage et utilisent ces plans pour décider comment diviser le diamant. Les fabricants de diamants font une rainure dans le diamant avec un laser ou une scie ou un autre diamant, puis clivent le diamant en plaçant une lame d'acier dans la rainure et en donnant un léger coup. Le clivage peut se faire selon l'un quelconque des quatre plans parallèles aux faces d'un diamant octaèdre (c'est-à-dire perpendiculairement aux diagonales du corps de la maille). Le clivage peut se faire le long de l'un des quatre plans parallèles aux faces d'un diamant octaédrique (c'est-à-dire perpendiculairement aux diagonales du corps de la maille élémentaire).
Le sciage est l'utilisation d'une scie à diamant ou d'un laser pour couper le diamant brut en pièces séparées. Contrairement au clivage, cette étape n'implique pas de plans de clivage. Cette étape donne aux diamants leur forme initiale.

### Dégrossissage (bruting)
Le dégrossissage est l'art de tailler un diamant pour rendre la ceinture ronde. À l'ère moderne, les diamants sont arrondis soit à l'aide d'un laser ou d'un disque de diamant imprégné de diamants, soit en faisant tourner deux diamants de façon qu'ils se coupent l'un l'autre. Les diamants industriels peuvent également être utilisés pour le dégrossissage d'un diamant rond. Les logiciels informatiques modernes mesurent la rondeur de chaque diamant et les diamants de « taille idéale » doivent être ronds à moins d'un dixième de millimètre près pour être qualifiés d'excellente taille.

### Polissage du diamant

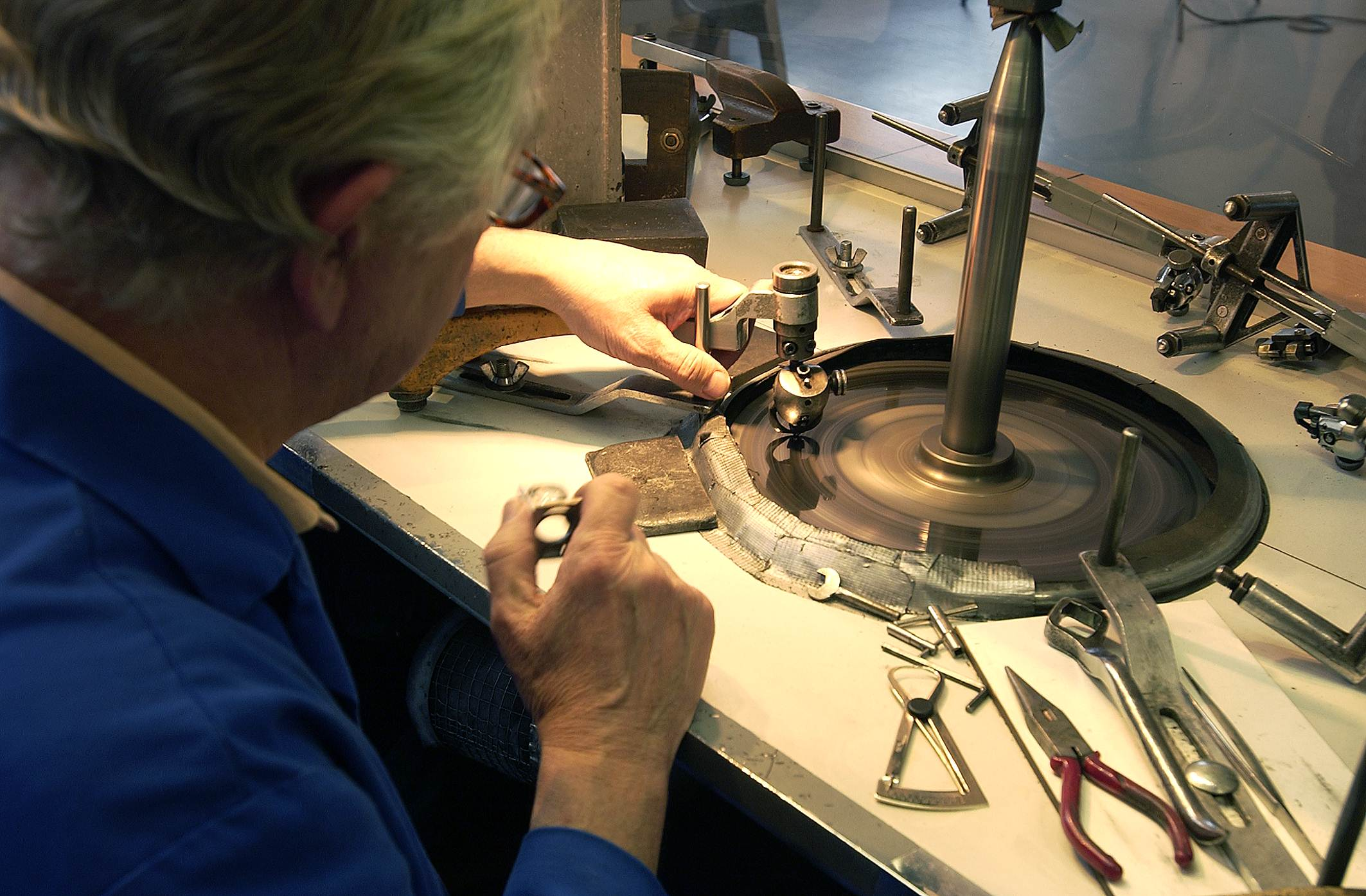
Polisseur de diamants à Amsterdam. Le polissage est effectué en pressant un diamant contre un disque tournant avec abrasif.

Le polissage du diamant est le polissage final du diamant. Dans une usine de diamants, on trouve un « croiseur » de diamants qui place d'abord les facettes principales sur un diamant (blocage du diamant). Cela est fait pour assurer un poids maximal, une clarté maximale et les meilleurs angles pour la forme spécifique du diamant. Une fois le blocage initial terminé, le diamant est finalisé par le lissage des facettes principales par le croiseur, ce qui est connu sous le nom de polissage du diamant. Après que les facettes principales ont été polies par le croiseur, les facettes finales sont polies sur le diamant par un « brillanteur ». Les facettes ajoutées sont les étoiles, les moitiés supérieures et inférieures, aussi appelées facettes de culasse supérieures et inférieures.

### Inspection finale
La dernière étape consiste à nettoyer soigneusement le diamant dans des acides et à l’examiner pour voir s'il répond aux normes de qualité du fabricant.

## Retaille
En raison de l'évolution de la désirabilité et de la popularité sur le marché, la valeur des différents styles de diamants fluctue. Tous les diamants peuvent être retaillés en de nouvelles formes qui augmenteront à un moment donné leur valeur sur le marché et leur désirabilité. Un exemple est le diamant taille « marquise » qui était populaire dans les années 1970 à 1980. Dans les décennies suivantes, cette forme a peu de succès par rapport à d'autres comme l'ovale ou la poire[réf. nécessaire]. La « marquise » peut être retaillée en un diamant ovale par n'importe quel tailleur de diamants avec une perte de 5 à 10 % du poids total[réf. nécessaire]. Par exemple, une forme de marquise de 1,10 carat deviendrait un diamant taille ovale de 1,00 carat en arrondissant les pointes acérées et en créant un ovale qui a sur le marché une bien plus grande désirabilité et valeur de revente au début du XXIe siècle. La même forme de marquise pourrait aussi devenir une poire en coupant et en arrondissant simplement le côté qui deviendra la base de la poire.
Au XVIIIe siècle, il y eut une tendance à retailler les diamants indiens pour satisfaire les goûts anglais. Dans sa taille originale, le Koh-i-Noor pesait un peu plus de 186,00 carats. Lorsqu'il fut retaillé en brillant ovale, presque 80 carats furent perdus[réf. nécessaire].
D'autres aspects sont également affectés lors de la retaille pour la valeur, comme la pureté. Si une forme originale contenait des inclusions sur les pointes, la retaille donnerait une augmentation de la pureté puisque la réduction à une nouvelle forme donnerait un diamant fini globalement plus propre[réf. nécessaire].